# Stadio Nicola Ceravolo
Lo stadio Nicola Ceravolo è un impianto sportivo comunale italiano di Catanzaro, città capoluogo di regione della Calabria.
Quarto per capienza in Calabria con 14650 posti, è il terzo per anzianità di servizio dopo il "Ferraris" di Genova (1911) e il "Penzo" di Venezia (1913).
Dal 1927 è sede degli incontri interni del locale club calcistico, il Catanzaro.
Il 10 dicembre 1989 il Comunale fu intitolato alla memoria di Nicola Ceravolo, morto l'anno prima e, per i vent'anni precedenti, presidente del club.

## Storia

### Le origini e i primi decenni (1919-1970)
Lo stadio “Nicola Ceravolo” sorge su un appezzamento in località "Corallo", a 405 metri s.l.m., alle pendici del monte Spezzano. Il suo utilizzo risale ai primi decenni del novecento, quando, in concomitanza con l'inizio del primo conflitto mondiale, viene adibito a campo di concentramento per prigionieri di guerra. La fine del conflitto bellico segna anche un diverso utilizzo dell'impianto, che conosciuto col nome di "Piazza d'Armi", viene destinato all'addestramento delle truppe di stanza a Catanzaro, allora sede del Comando di Divisione e del 19º Reggimento di Fanteria.

Lo Stadio Divisionale nell'ottobre del 1924.

Negli anni venti, il crescente interesse verso lo sport, ed in particolare per il football, determina l'adeguamento della struttura alle nuove esigenze dei cittadini, così nell'ottobre del 1924, dopo circa sette mesi di lavori, viene presentato, con una sontuosa inaugurazione, il nuovo campo sportivo, che prende il nome di "Stadio Divisionale", di proprietà del Reparto di 21ª Divisione Militare. Per l'occasione si svolse il "III Congresso Sportivo Calabrese" che culminò con la rappresentazione di centinaia di atleti suddivisi in varie discipline sportive. Per il calcio fu istituito un torneo apposito denominato "Coppa città di Catanzaro e Cosenza", al quale presero parte tre formazioni: la Fortitudo Cosenza, l'Audace di Catanzaro ed il Nuovo Reggio Football Club. Fu la compagine reggina ad aggiudicarsi il trofeo battendo in finale l'Audace per 3-0.
Il nuovo "Stadio Divisionale", in seguito conosciuto come "Stadio Militare", era dotato di un rettangolo di gioco livellato, fiancheggiato da un "percorso di guerra", da una pista sopraelevata e da graziose tribune in legno, ben arredate all'interno. Nel corso degli anni venti l'impianto sarà utilizzato principalmente dai militari per le loro finalità operative, ma anche da società sportive dotate di apposita autorizzazione.
Nel 1927 l'Unione Sportiva Fascista Catanzarese (sodalizio nato dalla fusione tra Scalfaro e Braccini), presieduta da Enrico Talamo, viene inserita nel campionato regionale di Terza Divisione (paragonabile all'attuale Serie D), segnando così l'ingresso del calcio catanzarese nell'ambito sportivo nazionale. Questo evento suggerisce alle autorità militari e civili dell'epoca, di regolamentare l'uso della struttura attraverso una concessione al Comune di Catanzaro. Negli anni successivi l'impianto viene ribattezzato "Stadio Comunale" e, sotto la presidenza di Aldo Ferrara (1950-1958), viene dotata di una funzionale e comoda gradinata (i Distinti), eretta sul vecchio "prato", con sottostanti docce, sala stampa e magazzini.

### Dal restyling per la Serie A alla proposta del nuovo stadio (1971-2006)

Il rinnovato Stadio Comunale gremito negli anni settanta.

La prima importante e radicale ristrutturazione ha luogo nell'estate del 1971. L'US Catanzaro ha appena conquistato la sua prima storica promozione in Serie A ed il Comune decide di costruire una tribuna coperta, di ampliare le curve e di aggiungere una sala stampa alla sommità del settore Distinti, che rendano il complesso idoneo alla disputa del prestigioso torneo. I lavori vengono completati il 16 ottobre 1971 ed alla fine del maquillage lo stadio avrà una capienza, mai determinata ufficialmente, di 20 000 posti circa. Ulteriori modifiche vengono apportate sotto l'era "Di Marzio". L'allenatore partenopeo convince il Comune a costruire ulteriori gradoni su quelli già esistenti, riuscendo così a portare la capienza complessiva a 30 000 posti. Queste modifiche rendono il "Militare" uno degli stadi più grandi del Sud Italia, nonostante l'impianto non sia in regola con le normative dell'epoca.

Il presidentissimo Nicola Ceravolo.

Nel 1989 lo stadio viene dedicato a Nicola Ceravolo, in riconoscimento di cinquant'anni di fervida ed appassionata attività spesa per lo sport e per Catanzaro. Al presidente giallorosso verrà dedicato un monumento all'ingresso del settore "Curva Ovest" a ridosso di un pino marittimo che caratterizzava la curva. Nel 1996 la "Curva Ovest", settore popolato dalla frangia più calda dei tifosi catanzaresi, viene intitolata a Massimo Capraro, giovane ultras scomparso prematuramente in un tragico incidente stradale. Nel 1998 il Comune di Catanzaro è costretto ad eseguire diversi lavori al fine di adeguare l'impianto sportivo alle nuove normative; tra le innovazioni vengono sostituite le vecchie reti di ferro di Tribuna e Distinti con i moderni vetri antisfondamento. La sostituzione delle reti renderà i settori di Tribuna e Distinti molto più vicini al campo di gioco, facendo scomparire la pista di atletica e, con essa, la multifunzionalità dell'intero impianto sportivo. Tali adeguamenti porteranno alla capienza, ufficialmente determinata dalla commissione provinciale di vigilanza, di 11 033 posti.
Col ritorno del Catanzaro in Serie B, nella stagione 2004-2005, furono effettuati alcuni lavori marginali al terreno di gioco ed al sistema di video sorveglianza. Inoltre, la curva Est destinata ai tifosi ospiti, fu intitolata allo storico calciatore Angelo Mammì, che sotto quel settore, il 30 gennaio 1972, segnò allo scadere del secondo tempo il gol decisivo che permise al Catanzaro di battere la Juventus nel match valido per la prima giornata di ritorno del campionato di Serie A 1971-1972.
A cavallo fra il 2003 e il 2004, gli allora amministratori dell'US Catanzaro Massimo Poggi e Claudio Parente avanzarono la proposta concreta della costruzione di un nuovo stadio in un'area urbanistica diversa, presumibilmente nel quartiere Germaneto. Ciò avrebbe garantito al nuovo impianto collegamenti ottimali essendo l'area facilmente raggiungibile. Il nuovo stadio - sul modello inglese - omologato per ospitare eventi internazionali UEFA, avrebbe dovuto avere una capienza di almeno 28.000 posti a sedere ed ospitare varie attività commerciali, strutture sportive, uffici, ristoranti e un hotel. La proposta di delocalizzare il nuovo stadio fu accolta fra le critiche della maggioranza della tifoseria, giustificate dal valore storico e simbolico del "vecchio" stadio Ceravolo. Nel 2004 fu dunque presentato in una conferenza stampa il plastico del rinnovato Ceravolo, che prevedeva fra gli altri la demolizione di curve e distinti in modo da ricostruire il tutto sul modello dello Stadio Marassi di Genova. I progetti furono accantonati in seguito al fallimento dell'Unione Sportiva Catanzaro avvenuto nell'estate del 2006.

### Dal decretoPisanuai giorni nostri

L'impianto prima dei lavori del 2008.

Nella stagione 2007-2008, a seguito dell'approvazione del decreto Pisanu, la capienza omologata dello stadio Ceravolo viene ridotta a 7 499 posti con la chiusura totale del settore Distinti e del settore Tribuna Est. Nel 2008 la proprietà dell'impianto passa dal Demanio al Comune di Catanzaro e il 18 settembre successivo iniziano i lavori di adeguamento dell'impianto alle nuove normative, per un importo pari a circa 2 milioni di euro, dando di fatto il via al più importante e massiccio intervento strutturale dall'epoca della prima promozione in serie A (1971). Gli interventi più significativi riguardano la sistemazione dei seggiolini e la numerazione dei posti a sedere, la divisione dei settori e l'individuazione delle vie di esodo, l'installazione di 15 tornelli (750 persone all'ora), adeguati servizi igienici per gli spettatori, impianto di illuminazione, postazioni pronto soccorso, area parcheggio con 200 posti a servizio del settore "ospiti", sistemi di allarme, ammodernamento della tribuna stampa e realizzazione di una "sala interviste" a ridosso degli spogliatoi. Durante i lavori, nell'estate del 2008, fu abbattuto anche lo storico pino marino che si ergeva dalle gradinate della curva Massimo Capraro, particolare unico tra gli stadi di tutta Italia.
Il rinnovato stadio Nicola Ceravolo è un impianto completamente a norma, con una capienza ufficialmente determinata di 14 650 posti a sedere, tutti numerati, ed un notevole colpo d'occhio determinato dalla posa di seggiolini giallorossi.

## Specifiche dell'impianto

La Curva Massimo Capraro, prima dei lavori del 2008, con lo storico pino sulla sinistra.

Il manto erboso dello stadio Ceravolo misura 105 m di lunghezza e 68 m di larghezza. La capienza ufficiale dell'impianto è certificata in 14 650 posti interamente a sedere; tuttavia, la stima della capienza dei singoli settori, risalente al 2008, tiene conto di una capacità di poco inferiore di 14 592 posti, così ripartita:
- Settore tribuna (unico settore dotato di copertura):
  - tribuna laterale coperta ovest: 1 915
  - tribuna centrale coperta "Pino Albano"[10]: 1 441
  - tribuna laterale coperta est: 2 315
- Settore Distinti "Giorgio Tosatti"[10]: 3 250
- Settore curva ovest "Massimo Capraro" (ospitante gli ultras di casa): 3 442
- Settore curva est "Angelo Mammì" (ospitante le tifoserie ospiti): 2 229

## Eventi ospitati
Oltre alle partite della locale squadra di calcio, lo Stadio Ceravolo ha avuto modo di ospitare nel corso degli anni concerti di artisti di fama internazionale. In ordine cronologico vi si esibirono Lucio Dalla e Francesco De Gregori, in occasione della tournée Banana Republic (1979), Adriano Celentano (1979), Claudio Baglioni (1982), Claudio Baglioni (1985), Vasco Rossi (1987), Tina Turner (1990), Claudio Baglioni (1992), Antonello Venditti (1992), Vasco Rossi (1992), Luciano Ligabue (2000) ed infine il musical della fortunata telenovela argentina Il mondo di Patty, con protagonista Laura Esquivel (2013).
Il Ceravolo ha ospitato in più di un'occasione una partita di una rappresentativa nazionale italiana; il 23 marzo 1995 si disputò Italia-Estonia U21 (7-0), partita valida per le qualificazioni al Campionato europeo di calcio under-21 1996 in Spagna. Il 10 ottobre 2003 andò in scena Italia-Azerbaigian (6-0), match valido per le qualificazioni al Campionato europeo Under-21 2004.